# Cuerpo de Investigaciones Científicas, Penales y Criminalísticas
El Cuerpo de Investigaciones Científicas, Penales y Criminalísticas (CICPC), antes conocido como Policía Técnica Judicial (PTJ) y en sus orígenes como Cuerpo Técnico de Policía Judicial (CTPJ), es el principal organismo de investigaciones penales de Venezuela. Se encarga del esclarecimiento científico de los delitos con miras a la posterior aplicación de la justicia por los órganos competentes. Los funcionarios de este cuerpo especial, son formados en la Universidad Nacional Experimental de la Seguridad (UNES). Su actual director es el comisario general Douglas Rico.

## Historia
La historia de este organismo se remonta a mediados del siglo XX. El 20 de febrero de 1958 el presidente de la Junta Cívico-Militar de Gobierno, Contralmirante Wolfgang Larrazábal, decidió la creación de un cuerpo policial dedicado a la investigación de los diversos crímenes mediante el decreto N° 48 de la Junta, además de establecer su función como auxiliar del Poder Judicial, con el nombre de Policía Técnica Judicial. La Ley de Policía Judicial del 8 de julio de 1975 estableció su estructura y organización institucional, pero fue posteriormente sustituida por la Ley de Policía de Investigaciones Penales del 11 de septiembre de 1998.
Eventualmente se promulgó de la constitución de 1999, que estableció en su Artículo 332 la necesidad de crear un cuerpo de investigaciones científicas, penales y criminalísticas. Tal denominación pasó a sustituir a la del Cuerpo Técnico de Policía Judicial. En 2001 comenzó una reforma a la estructura y organización del organismo, el cual se delimitó finalmente en 2003.

## Línea de mando
- Ministro del Poder Popular para Relaciones Interiores, Justicia y Paz: Diosdado Cabello
- Viceministro del Sistema Integrado de Investigación Penal: M/G Danny Ferrer Sandrea
- Director nacional: C/G Douglas Rico.
- Subdirector nacional: C/G Jhonny Salazar.
- Inspector general nacional: C/G Bladimir Flores.
- Asesor jurídico nacional: C/G Juan de la Cruz Pereira.
- Secretaría nacional: C/G Mercy Bracho.

## Rangos policiales
La Ley del Estatuto de la Función de la Policía de Investigación en su artículo 32 establece que la carrera policial de investigación estará estructurada en tres niveles jerárquicos que son:
| Nivel                   | Responsabilidades                                                                                          | Roles                                             |
| ----------------------- | --- | ------------------------------------------------- |
| 3.er Nivel, Estratégico | Responsabilidades de alta dirección, planificación, y evaluación estratégica.                              | * Comisario General - Comisario Jefe - Comisario  |
| 2.º Nivel, Táctico      | Con responsabilidades de dirección media, diseño de operaciones, supervisión y evaluación a nivel táctico. | * Inspector Jefe - Inspector Agregado - Inspector |
| 1.er Nivel, Operativo   | Tiene responsabilidades en la ejecución de actividades de investigación básica.                            | * Detective Jefe - Detective Agregado - Detective |

## Corrupción y extorsión en el CICPC
En 2015, Venezuela enfrentó un aumento significativo en casos de corrupción dentro de sus fuerzas de seguridad. Más de 100 agentes de seguridad fueron vinculados a delitos de extorsión, reflejando la grave crisis económica y la frágil situación nacional. Según informes del diario El Nacional, entre el 1 de enero y el 3 de septiembre de 2015, se denunciaron 38 casos de extorsión involucrando a 121 miembros de las fuerzas de seguridad. Estos números, sin embargo, podrían ser solo la punta del iceberg debido a la baja tasa de denuncias de este tipo de delitos en el país.El Cuerpo de Investigaciones Científicas, Penales y Criminalísticas (CICPC) estuvo particularmente implicado, con 46 de sus agentes acusados de extorsión, la cifra más alta entre las agencias de seguridad. Los delitos cometidos incluían la retención de vehículos de civiles para exigir rescates y el arresto de personas incapaces de pagar sobornos.
Sergio González, exjefe de investigaciones internas del CICPC, destacó que la extorsión ha sido un delito común en las fuerzas de seguridad venezolanas, agravado por el deterioro económico y fallos en la selección de nuevos agentes. Según González, el compromiso de los nuevos agentes parece haberse desvanecido, centrando su interés principalmente en el beneficio económico.Los esfuerzos del gobierno venezolano para combatir la corrupción policial, incluido el desmantelamiento de la Policía Metropolitana de Caracas en 2011, no han logrado erradicar las prácticas corruptas en la Policía Nacional Bolivariana y el CICPC. Las dificultades económicas, incluyendo periodos sin salario para los policías, como los siete meses de 2014 sin pago, han exacerbado la situación, llevando a los agentes a utilizar su posición para cometer delitos que compensen sus bajos ingresos.